# Thevenotia
Thevenotia é um género botânico pertencente à família Asteraceae.
O género é composto por 2 espécies descritas e aceites.
O género foi descrito por Augustin Pyrame de Candolle e publicado em Archives de Botanique 2: 331. 1833.
Trata-se de um género reconhecido pelo sistema de classificação filogenética Angiosperm Phylogeny Website.

## Espécies
As espécies aceites neste género são:
- Thevenotia persica DC.
- Thevenotia scabra (Boiss.) Boiss.